# Hr.Ms. Walrus (1939)
De Hr.Ms. Walrus (HMV 1) was een Nederlandse hulpmijnenveger. Het schip was gebouwd als IJM 24 door de Britse scheepswerf Ferguson te Port Glasgow. Het schip werd gevorderd als gevolg van het afkondigen van de mobilisatie op 29 augustus 1939. Nadat het schip was omgebouwd tot hulpmijnenveger 1 werd het op 5 september 1940 in dienst genomen.
De Walrus was een van in totaal tien trawlers die in augustus 1939 zijn gevorderd. De andere negen trawlers waren: Amsterdam, Aneta, Azimuth, Alkmaar, Bloemendaal, Ewald, Hollandia, Maria R. Ommering, Witte Zee.
Tijdens de Duitse aanval op Nederland in 1940 was de Walrus betrokken bij gevechten om de Willemsbrug. Op 10 mei 1940 stoomde de Walrus samen met de TM 51, Z 5 en de Alkmaar die Nieuwe Waterweg op om te voorkomen dat de Duitse troepen op zouden trekken naar de noordelijke Maasoever. Na de val van Nederland werd de Walrus door de Duitse strijdkrachten in dienst genomen. Gedurende de Tweede Wereldoorlog ging het schip verloren.